# Pentodontini

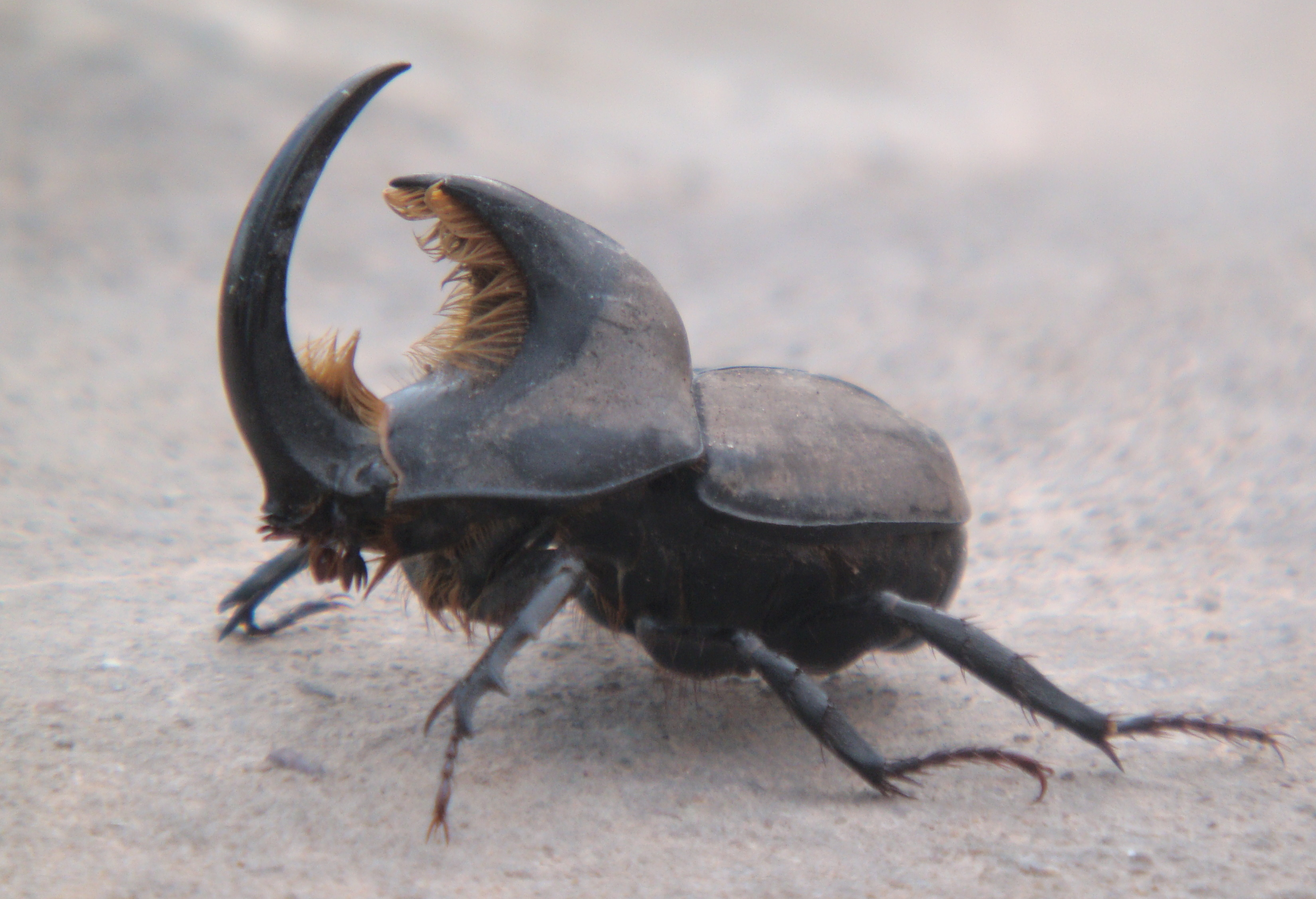
Samiec Diloboderus abderus

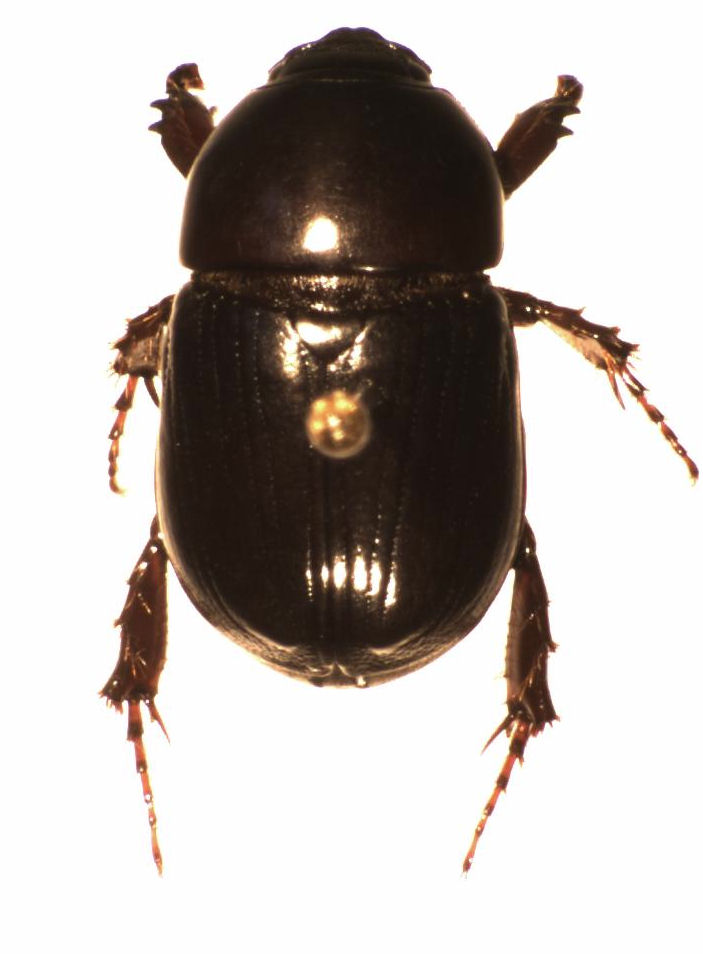
Heteronychus arator

Pentodontini – plemię chrząszczy z rodziny poświętnikowatych i podrodziny rohatyńcowatych. Rozprzestrzenione kosmopolitycznie. W zapisie kopalnym znane od eocenu.

## Morfologia
Ubarwienie tych chrząszczy najczęściej jest rudobrązowe, brązowe lub czarne. Głowa i przedplecze zaopatrzone są w wyrostki (rogi), guzki, żeberka lub dołkowate wgłębienia. Czułki mają trzy ostatnie człony uformowane w  buławkę o zazwyczaj niewielkich rozmiarach. Oczy złożone podzielone występem policzka zwanym canthus. Narządy gębowe mają żuwaczki zawsze uzbrojone w od jednego do dwóch ząbków lub bocznych płatów. Przedpiersie ma duży, kolumnowaty wyrostek międzybiodrowy. Tylna para odnóży ma wierzchołek goleni ścięty lub delikatnie i zaokrąglenie powykrawany, pozbawiony ząbków.  Stopy cechują się zwykle obecnością dwóch szczecinek na szczycie pazurków. Pazurki poszczególnych stóp są równych rozmiarów.
Larwami są pędraki o ciele wygiętym w kształt litery „C”. Ich szczęki mają żuwki zewnętrzną i wewnętrzną zrośnięte w malę. Na spodniej stronie żuwaczek leżą elementy aparatu strydulacyjnego.

## Rozprzestrzenienie
Plemię rozprzestrzenione jest kosmopolitycznie. W Nowym Świecie reprezentuje je 21 rodzajów. W Europie Środkowej występuje tylko rodzaj Pentodon, reprezentowany na Słowacji i zachodniej Ukrainie przez gatunek Pentodon idiota.

## Taksonomia i ewolucja
Takson ten wprowadził w 1842 roku Étienne Mulsant pod nazwą Pentodonaires. Obejmuje 99 rodzajów.
- Aceratus Prell, 1936
- Adelaeus Ratcliffe, 2014
- Adoryphorus Blackburn, 1889
- Alissonotum Arrow, 1908
- Ampotis Dechambre & Madge, 1979
- Anomalomorpha Arrow, 1908
- Anoronotum Arrow, 1939
- Aphonides Rivers, 1889
- Aphonodelus Kolbe, 1905
- Aphonus LeConte, 1856
- Barutus Ratcliffe, 1981
- Bothynus Hope, 1837
- Calicnemis Laporte de Castelnau, 1832
- Callistemonus Péringuey, 1901
- Carneiola Endrödi, 1974
- Carneodon Özdikmen, 2009
- Cavonus Sharp, 1875
- Cheiroplatys Hope, 1837
- Collagenus Hardy & Ratcliffe, 2004
- Coptognatus Burmeister, 1847
- Corynophyllus Hope, 1845
- Coscinocephalus Prell, 1936
- Cryptoryctes Carne, 1957
- Dalgopus Dechambre, 2001
- Dasygnathus MacLeay, 1819
- Denhezia Dechambre, 2006
- Diloboderus Reiche, 1859
- Dipelicus Hope, 1845
- Ebolowanius Dechambre, 1979
- Enarotadius Endrödi, 1971
- Endroedianibe Chalumeau, 1981
- Enracius Dechambre, 1999
- Epironastes Carne, 1957
- Eremobothynus Ohaus, 1910
- Eucopidocaulus Prell, 1912
- Euetheola Bates, 1888
- Eutyctus Semenov, 1889
- Gillaspytes Howden, 1980
- Haplosoma Semenov, 1889
- Heteroconus Kolbe, 1900
- Heteroglobus Dupuis & Dechambre, 2008
- Heteroligus Kolbe, 1900
- Heteronychus Burmeister, 1847
- Heterostriatus Dupuis, 2006
- Hiekeianus Endrödi, 1978
- Homoeomorphus Burmeister, 1847
- Hylobothynus Ohaus, 1910
- Hyphoryctes Blackburn, 1895
- Idioschema Arrow, 1914
- Indieraligus Dechambre, 1979
- Ligyrus Burmeister, 1847
- Lonchotus Burmeister, 1847
- Marronus Coquerel, 1866
- Mellissius Wollaston, 1869
- Metanastes Arrow, 1911
- Microryctes Arrow, 1908
- Musurgus Vauloger, 1898
- Neocnecus Sharp, 1878
- Neocorynophyllus Carne, 1985
- Neodasygnathus Carne, 1957
- Neonastes Carne, 1957
- Neoryctes Arrow, 1908
- Nephrodopus Sharp, 1873
- Nimbacola Paulian, 1970
- Novapus Sharp, 1875
- Orizabus Fairmaire, 1878
- Orsilochus Burmeister, 1847
- Orthocavonus Carne, 1957
- Oxyligyrus Arrow, 1908
- Papuana Arrow, 1911
- Paranodon Cock, 1905
- Parapucaya Prell, 1934
- Pareteronychus Prell, 1934
- Parisomorphus Schaufuss, 1890
- Pentodina Endrödi, 1968
- Pentodon Hope, 1837
- Pentodontoschema Péringuey, 1901
- Pericoptus Burmeister, 1847
- Philoscaptus Brèthes, 1919
- Phylliocephala Blackburn, 1890
- Phyllognathus Eschscholtz, 1830
- Pimelopus Erichson, 1842
- Piscoperus Ratcliffe & Giraldo, 2014
- Podalgus Burmeister, 1847
- Prionoryctes Arrow, 1911
- Pseudocavonus Blackburn, 1890
- Pseudohomonyx Arrow, 1908
- Pseudoryctes Sharp, 1873
- Pucaya Ohaus, 1910
- Pycnoschema Thomson, 1858
- Semanopterus Hope, 1847
- Siralus Dechambre, 1997
- Teinogenys Sharp, 1873
- Temnorhynchus Hope, 1837
- Thronistes Burmeister, 1847
- Tomarus Erichson, 1847
- Trissodon Burmeister, 1847
- Wernoryctes Dechambre, 1999
- Xynedria Blackburn, 1894

W zapisie kopalnym znane są od eocenu. Z epoki tej pochodzą skamieniałości rodzaju Ligyrus.